# Daniel Ricciardo
Daniel Joseph Ricciardo (Engels: /rᵻˈkɑːrdoʊ/; Perth, West-Australië, 1 juli 1989) is een Australisch-Italiaans autocoureur die van 2011 tot en met 2024 uitkwam in de Formule 1 en hierin acht overwinningen heeft behaald. Ricciardo was kampioen in het seizoen 2009 in het Britse Formule 3-kampioenschap.

## Formule 1

### 2010-2011

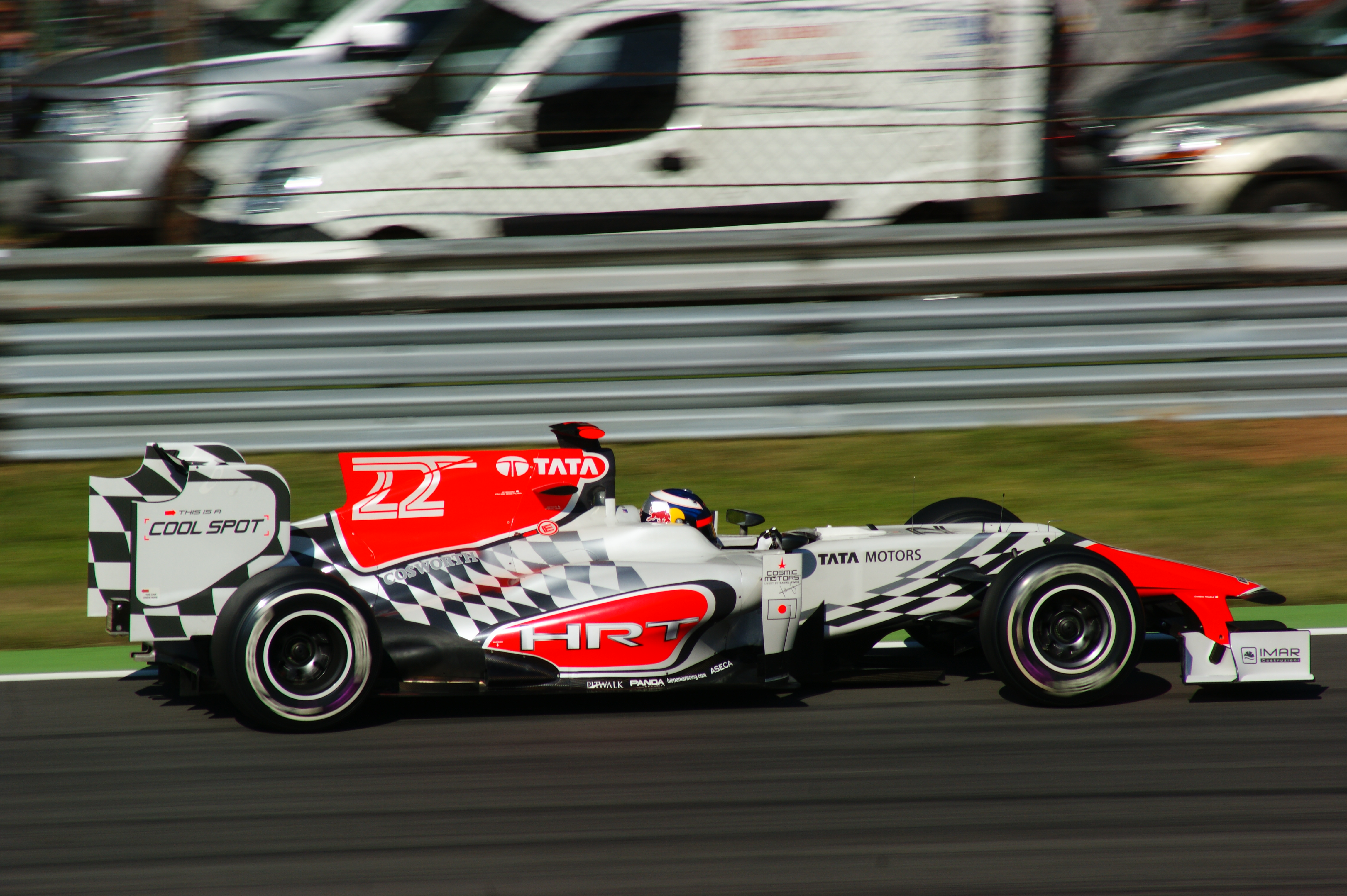
Ricciardo in Monza 2011

Ricciardo was in het Formule 1 seizoen 2010 reservecoureur voor de Formule 1 teams Red Bull Racing en Scuderia Toro Rosso naast Brendon Hartley. Ook in 2011 was hij testrijder voor beide teams en mocht hij voor Toro Rosso op de vrijdagen voor de races deelnemen aan vrije trainingen, waarbij hij om en om Sébastien Buemi en Jaime Alguersuari mocht vervangen.
Op 30 juni 2011 werd officieel bekendgemaakt dat Ricciardo vanaf de Grand Prix van Groot-Brittannië van dat jaar in Formule 1-races mocht rijden bij HRT. Een van de vaste coureurs van dat team, Narain Karthikeyan, moest hierdoor plaatsmaken voor de jonge Australiër. De Indiër mocht later dat jaar nog wel de eerste Formule 1 race ooit in zijn thuisland rijden. Ricciardo hoefde hiervoor echter niet zijn plaats af te staan, maar zijn teamgenoot Vitantonio Liuzzi moest plaatsmaken voor Karthikeyan. Uiteindelijk eindigde Ricciardo als 27e in het WK zonder punten, één plaats voor hekkensluiter Karun Chandhok, die slechts de GP van Duitsland reed.

### 2012
In 2012 was Ricciardo coureur voor het team van Scuderia Toro Rosso, zijn teamgenoot was Jean-Éric Vergne. In zijn eerste race voor het team in Australië behaalde hij ook meteen zijn eerste punten met een negende plaats. Hier bleef het lange tijd bij, pas in de Grand Prix van België behaalde hij opnieuw een negende plaats. Vervolgens eindigde hij tussen de GP's van Singapore en Korea driemaal achter elkaar in de punten.

### 2013
Ricciardo reed in 2013 opnieuw voor Toro Rosso. Vergne is nog steeds zijn teamgenoot. De eerste twee races moest hij opgeven door problemen met zijn uitlaat, maar in de derde race in China behaalde hij zijn beste Formule 1-resultaat met een zevende plaats, na ook als zevende gestart te zijn. Naarmate het jaar vorderde, behaalde Ricciardo steeds betere resultaten, waaronder een vijfde plaats in de kwalificatie van de GP van Groot-Brittannië en de zesde kwalificatietijd in het daaropvolgende raceweekend in Duitsland. Hiermee kwam hij nadrukkelijk in beeld voor het tweede zitje bij het Red Bull-team, waar tweede coureur Mark Webber aan het eind van 2013 zou stoppen.

### 2014

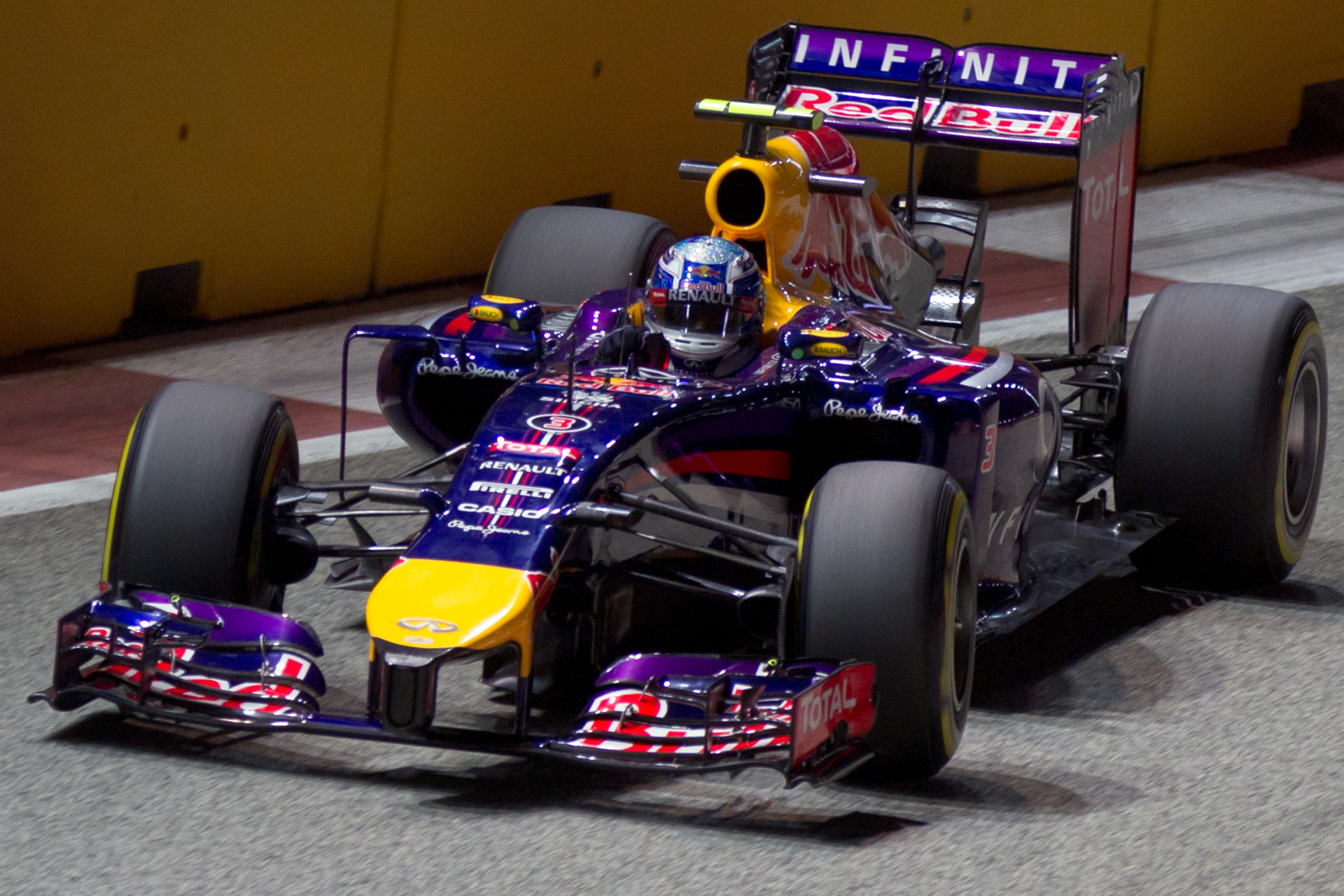
Ricciardo in Singapore.

Op 2 september 2013 werd bekendgemaakt dat Ricciardo vanaf 2014 voor Red Bull Racing ging rijden. Hij kreeg hier startnummer 3. Zijn teamgenoot was Sebastian Vettel.
In zijn eerste race voor Red Bull in zijn thuisrace op het Albert Park Street Circuit wist Ricciardo meteen op de tweede plaats achter Nico Rosberg te eindigen. Hij werd hiermee de eerste Australiër die in zijn thuisrace op het podium stond. Na afloop van de race werd hij echter gediskwalificeerd omdat zijn brandstofconsumptie hoger was dan toegestaan.
In de zevende race op het Circuit Gilles Villeneuve behaalde Ricciardo zijn eerste overwinning in de Formule 1, nadat de Mercedes-coureurs Nico Rosberg en Lewis Hamilton problemen kregen met hun auto's. Hamilton viel eerder uit en Rosberg werd met drie ronden te gaan ingehaald door Ricciardo, die zo zijn eerste zege op zijn naam mocht schrijven. In Hongarije behaalde hij zijn tweede overwinning van het seizoen door in de laatste ronden de Mercedes van Lewis Hamilton en de Ferrari van Fernando Alonso in te halen. Ook de Grand Prix van België werd door Ricciardo gewonnen na onder andere problemen bij de beide Mercedessen.

### 2015
2015 was een moeilijk seizoen voor Ricciardo. Hij had veel betrouwbaarheidsproblemen met de Renault-motor, die qua vermogen toch al niet op kon tegen Mercedes en Ferrari. Ricciardo finishte het seizoen uiteindelijk op plek 8 met 92 punten, met als hoogtepunten podia in Hongarije en Singapore.

### 2016
Ricciardo behaalde acht podiumplaatsen in de Red Bull, met als uitschieter een overwinning in Maleisië. In Monaco had Ricciardo pole position en reed lang aan de leiding totdat hij een pitstop moest maken. Toen hij aankwam in de pits stonden de monteurs nog niet klaar met de nieuwe banden en moest hij wachten, wat hem zijn eerste plaats kostte.

### 2018
Ricciardo kende in 2018 een ongelukkig jaar, acht keer viel hij uit. Hij wist wel twee keer een Grand Prix te winnen, in China en in Monaco. Deze twee overwinningen waren zijn enige podiumplekken van 2018 en de overwinning in de straten van Monaco zou zijn laatste podium zijn voor Red Bull. Hij werd dat seizoen op een straatlengte achterstand gezet door zijn teamgenoot Max Verstappen, die naast minder uit te vallen ook veel vaker op het podium stond. Op 3 augustus 2018 werd bekend dat Ricciardo vanaf 2019 voor het fabrieksteam van Renault gaat rijden. Hij is hierbij een contract voor twee jaar aangegaan.

### 2020
Op 14 mei 2020 werd bekend dat Ricciardo vanaf 2021 voor het team van McLaren gaat rijden. Lando Norris is zijn teamgenoot.
Op 11 oktober behaalde Ricciardo zijn eerste podium voor Renault tijdens de Grand Prix van de Eifel op de Nürburgring. 

### 2021
Ricciardo maakte de overstap naar het team van McLaren en behaalde op 12 september 2021 zijn eerste overwinning voor het team tijdens de Grand Prix van Italië. Dit was ook het enige podium dat Ricciardo zou behalen in 2021.

### 2022
Op 24 augustus maakten zowel Ricciardo als McLaren bekend dat zijn contract vroegtijdig werd beëindigd. Dit betekende dat het seizoen van 2022 het laatste seizoen was dat hij voor McLaren reed. Dit vanwege tegenvallende resultaten in 2021 en 2022.

### 2023
In het seizoen 2023 keerde Ricciardo terug bij Red Bull Racing als test/reserve coureur. Op 11 juli werd bekendgemaakt dat Ricciardo vanaf Hongarije Nyck de Vries zal vervangen bij het team AlphaTauri. Op 27 augustus, tijdens de tweede vrije training van de Nederlandse grand prix, brak Ricciardo z'n middenhandsbeentje door een crash in de Hugenholtzbocht. Vanaf de Grand Prix van Nederland heeft Liam Lawson zijn zitje voor vijf races overgenomen. Ricciardo nam na zijn herstel weer deel vanaf de Grand Prix in Austin op 22 oktober.

### 2024
Op 26 september werd bekendgemaakt dat Ricciardo zijn laatste race voor RB had gereden in Singapore. Hij reed tijdens de race tevens voor de laatste keer een snelste ronde. Vanaf de Grand Prix van de Verenigde Staten wordt Ricciardo vervangen door Liam Lawson.

## Formule 1-carrière

### Teams
| Jaar/Jaren  | Team                     |
| ----------- | ------------------------ |
| 2011        | Toro Rosso (testcoureur) |
| 2011        | HRT                      |
| 2012 – 2013 | Toro Rosso               |
| 2014 – 2018 | Red Bull Racing          |
| 2019 – 2020 | Renault                  |
| 2021 – 2022 | McLaren                  |
| 2023        | AlphaTauri               |
| 2024        | RB                       |

### Statistiek
|                           | 2011 | 2012 | 2013 | 2014 | 2015 | 2016 | 2017 | 2018 | 2019 | 2020 | 2021 | 2022 | 2023 | 2024 | Totaal           |
| ------------------------- | ---- | ---- | ---- | ---- | ---- | ---- | ---- | ---- | ---- | ---- | ---- | ---- | ---- | ---- | ---------------- |
| Aantal ingeschreven races | 11   | 20   | 19   | 19   | 19   | 21   | 20   | 21   | 21   | 17   | 22   | 22   | 8    | 18   | 258 (257 starts) |
| Aantal zeges              | 0    | 0    | 0    | 3    | 0    | 1    | 1    | 2    | 0    | 0    | 1    | 0    | 0    | 0    | 8                |
| Aantal pole-positions     | 0    | 0    | 0    | 0    | 0    | 1    | 0    | 2    | 0    | 0    | 0    | 0    | 0    | 0    | 3                |
| Aantal snelste rondes     | 0    | 0    | 0    | 1    | 3    | 4    | 1    | 4    | 0    | 2    | 1    | 0    | 0    | 1    | 17               |
| Aantal podiumplaatsen     | 0    | 0    | 0    | 8    | 2    | 8    | 9    | 2    | 0    | 2    | 1    | 0    | 0    | 0    | 32               |
| Aantal WK-punten          | 0    | 10   | 20   | 238  | 92   | 256  | 200  | 170  | 54   | 119  | 115  | 37   | 6    | 12   | 1329             |
| Eindstand WK              | 27   | 18   | 14   | 3    | 8    | 3    | 5    | 6    | 9    | 5    | 8    | 12   | 17   | 17   |                  |

### Formule 1-resultaten
| Kleur  | Resultaat                       |
| ------ | ------------------------------- |
| Goud   | Winnaar                         |
| Zilver | Tweede plaats                   |
| Brons  | Derde plaats                    |
| Groen  | Gefinisht (punten behaald)      |
| Blauw  | Gefinisht (geen punten behaald) |
| Blauw  | Niet geklasseerd (NC)           |
| Paars  | Uitgevallen (DNF)               |
| Rood   | Niet gekwalificeerd (DNQ)       |

| Kleur   | Resultaat                              |
| ------- | -------------------------------------- |
| Zwart   | Gediskwalificeerd (DSQ)                |
| Wit     | Niet gestart (DNS)                     |
| Blanco  | Gewond (INJ)                           |
| Blanco  | Uitgesloten (EX)                       |
| Blanco  | Teruggetrokken (WD) / Niet deelgenomen |
| 1, 2, 3 | Sprint positie (punten behaald)        |
| P       | Poleposition                           |
| S       | Snelste ronde                          |

#### 2011 – 2017
| Jaar | Inschrijving             | Chassis         | Motor                         | 1       | 2       | 3      | 4       | 5      | 6       | 7      | 8      | 9       | 10     | 11      | 12      | 13      | 14      | 15      | 16     | 17      | 18      | 19     | 20      | 21    | Pos.  | Punten |
| ---- | ------------------------ | --------------- | ----------------------------- | ------- | ------- | ------ | ------- | ------ | ------- | ------ | ------ | ------- | ------ | ------- | ------- | ------- | ------- | ------- | ------ | ------- | ------- | ------ | ------- | ----- | ----- | ------ |
| 2011 | Scuderia Toro Rosso      | Toro Rosso STR6 | Ferrari 056 2.4 V8            | AUS TC  | MAL TC  | CHN TC | TUR TC  | SPA TC | MON TC  | CAN TC | EUR TC |         |        |         |         |         |         |         |        |         |         |        |         |       | 27    | 0      |
| 2011 | Hispania Racing F1 Team  | Hispania F111   | Cosworth CA2011 2.4 V8        |         |         |        |         |        |         |        |        | GBR 19  | DUI 19 | HON 18  | BEL DNF | ITA NC  | SIN 19  | JPN 22  | KOR 19 | IND 18  | ABU DNF | BRA 20 |         |       | 27    | 0      |
| 2012 | Scuderia Toro Rosso      | Toro Rosso STR7 | Ferrari 056 2.4 V8            | AUS 9   | MAL 12  | CHN 17 | BHR 15  | SPA 13 | MON DNF | CAN 14 | EUR 11 | GBR 13  | DUI 13 | HON 15  | BEL 9   | ITA 12  | SIN 9   | JPN 10  | KOR 9  | IND 13  | ABU 10  | VST 12 | BRA 13  |       | 18    | 10     |
| 2013 | Scuderia Toro Rosso      | Toro Rosso STR8 | Ferrari 056 2.4 V8            | AUS DNF | MAL 18† | CHN 7  | BHR 16  | SPA 10 | MON DNF | CAN 15 | GBR 8  | DUI 12  | HON 13 | BEL 10  | ITA 7   | SIN DNF | KOR 19† | JPN 13  | IND 10 | ABU 16  | VST 11  | BRA 10 |         |       | 14    | 20     |
| 2014 | Infiniti Red Bull Racing | Red Bull RB10   | Renault Energy F1-2014 1.6 V6 | AUS DSQ | MAL DNF | BHR 4  | CHN 4   | SPA 3  | MON 3   | CAN 1  | OOS 8  | GBR 3   | DUI 6  | HON 1   | BEL 1   | ITA 5   | SIN 3   | JPN 4   | RUS 7  | VST 3   | BRA DNF | ABU 4S |         |       | Brons | 238    |
| 2015 | Infiniti Red Bull Racing | Red Bull RB11   | Renault Energy F1-2015 V6     | AUS 6   | MAL 10  | CHN 9  | BHR 6   | SPA 7  | MON 5S  | CAN 13 | OOS 10 | GBR DNF | HON 3S | BEL DNF | ITA 8   | SIN 2S  | JPN 15  | RUS 15† | VST 10 | MEX 5   | BRA 11  | ABU 6  |         |       | 8     | 92     |
| 2016 | Red Bull Racing          | Red Bull RB12   | TAG Heuer F1-2016 V6          | AUS 4S  | BHR 4   | CHN 4  | RUS 11  | SPA 4  | MON 2P  | CAN 7  | EUR 7  | OOS 5   | GBR 4  | HON 3   | DUI 2S  | BEL 2   | ITA 5   | SIN 2S  | MAL 1  | JPN 6   | VST 3   | MEX 3S | BRA 8   | ABU 5 | Brons | 256    |
| 2017 | Red Bull Racing          | Red Bull RB13   | TAG Heuer F1-2017 V6          | AUS DNF | CHN 4   | BHR 5  | RUS DNF | SPA 3  | MON 3   | CAN 3  | AZE 1  | OOS 3   | GBR 5  | HON DNF | BEL 3   | ITA 4S  | SIN 2   | MAL 3   | JPN 3  | VST DNF | MEX DNF | BRA 6  | ABU DNF |       | 5     | 200    |
| Jaar | Inschrijving             | Chassis         | Motor                         | 1       | 2       | 3      | 4       | 5      | 6       | 7      | 8      | 9       | 10     | 11      | 12      | 13      | 14      | 15      | 16     | 17      | 18      | 19     | 20      | 21    | Pos.  | Punten |

#### 2018 – 2024
| Jaar | Inschrijving                 | Chassis         | Motor                                  | 1       | 2       | 3      | 4       | 5       | 6       | 7      | 8      | 9       | 10     | 11      | 12      | 13      | 14       | 15     | 16      | 17      | 18      | 19       | 20     | 21      | 22     | 23    | 24    | Pos. | Punten |
| ---- | ---------------------------- | --------------- | -------------------------------------- | ------- | ------- | ------ | ------- | ------- | ------- | ------ | ------ | ------- | ------ | ------- | ------- | ------- | -------- | ------ | ------- | ------- | ------- | -------- | ------ | ------- | ------ | ----- | ----- | ---- | ------ |
| 2018 | Aston Martin Red Bull Racing | Red Bull RB14   | TAG Heuer F1-2018 V6                   | AUS 4S  | BHR DNF | CHN 1S | AZE DNF | SPA 5S  | MON 1P  | CAN 4  | FRA 4  | OOS DNF | GBR 5  | DUI DNF | HON 4S  | BEL DNF | ITA DNF  | SIN 6  | RUS 6   | JPN 4   | VST DNF | MEX DNFP | BRA 4  | ABU 4   |        |       |       | 6    | 170    |
| 2019 | Renault F1 Team              | Renault R.S.19  | Renault E-Tech 19 V6                   | AUS DNF | BHR 18† | CHN 7  | AZE DNF | SPA 12  | MON 9   | CAN 6  | FRA 11 | OOS 12  | GBR 7  | DUI DNF | HON 14  | BEL 14  | ITA 4    | SIN 14 | RUS DNF | JPN DSQ | MEX 8   | VST 6    | BRA 6  | ABU 11  |        |       |       | 9    | 54     |
| 2020 | Renault F1 Team              | Renault R.S.20  | Renault E-Tech 20 V6                   | OOS DNF | STI 8   | HON 8  | GBR 4   | 70J 14  | SPA 11  | BEL 4S | ITA 6  | TOS 4   | RUS 5  | EIF 3   | POR 9   | EMI 3   | TUR 10   | BHR 7  | SAK 5   | ABU 7S  |         |          |        |         |        |       |       | 5    | 119    |
| 2021 | McLaren                      | McLaren MCL35M  | Mercedes-AMG F1 M12 E Performance V6 t | BHR 7   | EMI 6   | POR 9  | SPA 6   | MON 12  | AZE 9   | FRA 6  | STI 13 | OOS 7   | GBR 5  | HON 11  | BEL 4 ‡ | NED 11  | ITA *31S | RUS 4  | TUR 13  | VST 5   | MXS 12  | SAP DNF  | QAT 12 | SAR 5   | ABU 12 |       |       | 8    | 115    |
| 2022 | McLaren                      | McLaren MCL36   | Mercedes-AMG F1 M13 E Performance      | BHR 14  | SAR DNF | AUS 6  | EMI 618 | MIA 13  | SPA 12  | MON 12 | AZE 8  | CAN 11  | GBR 13 | OOS 9   | FRA 9   | HON 15  | BEL 15   | NED 17 | ITA DNF | SIN 5   | JPN 11  | VST 16   | MXS 7  | SAP DNF | ABU 9  |       |       | 12   | 37     |
| 2023 | AlphaTauri                   | AlphaTauri AT04 | Honda RBPTH001                         | BHR 0   | SAR 0   | AUS 0  | AZE 0   | MIA 0   | MON 0   | SPA 0  | CAN 0  | OOS 0   | GBR 0  | HON 13  | BEL 16  | NED WD  | ITA 0    | SIN 0  | JPN 0   | QAT 0   | VST 15  | MXS 7    | SAP 13 | LSV 14  | ABU 11 |       |       | 17   | 6      |
| 2024 | RB                           | RB VCARB 01     | Honda RBPTH002                         | BHR 13  | SAR 16  | AUS 12 | JPN DNF | CHN DNF | MIA 415 | EMI 13 | MON 12 | CAN 8   | SPA 15 | OOS 9   | GBR 13  | HON 12  | BEL 10   | NED 12 | ITA 13  | AZE 13  | SIN 18S | VST 0    | MXS 0  | SAP 0   | LSV 0  | QAT 0 | ABU 0 | 17   | 12     |
| Jaar | Inschrijving                 | Chassis         | Motor                                  | 1       | 2       | 3      | 4       | 5       | 6       | 7      | 8      | 9       | 10     | 11      | 12      | 13      | 14       | 15     | 16      | 17      | 18      | 19       | 20     | 21      | 22     | 23    | 24    | Pos. | Punten |

- † Uitgevallen maar wel geklasseerd omdat er meer dan 90% van de race-afstand werd afgelegd.
- *3 Derde in de sprintkwalificatie.
- ‡ Halve punten werden toegekend tijdens de GP van België 2021 omdat er minder dan 75% van de wedstrijd was afgelegd door hevige regenval.

### Overwinningen
| Nr. | Grand Prix                       | Team               |
| --- | -------------------------------- | ------------------ |
| 1   | Grand Prix van Canada 2014       | Red Bull-Renault   |
| 2   | Grand Prix van Hongarije 2014    | Red Bull-Renault   |
| 3   | Grand Prix van België 2014       | Red Bull-Renault   |
| 4   | Grand Prix van Maleisië 2016     | Red Bull-TAG Heuer |
| 5   | Grand Prix van Azerbeidzjan 2017 | Red Bull-TAG Heuer |
| 6   | Grand Prix van China 2018        | Red Bull-TAG Heuer |
| 7   | Grand Prix van Monaco 2018       | Red Bull-TAG Heuer |
| 8   | Grand Prix van Italië 2021       | McLaren-Mercedes   |